# Türkenkopf-Klettersteig

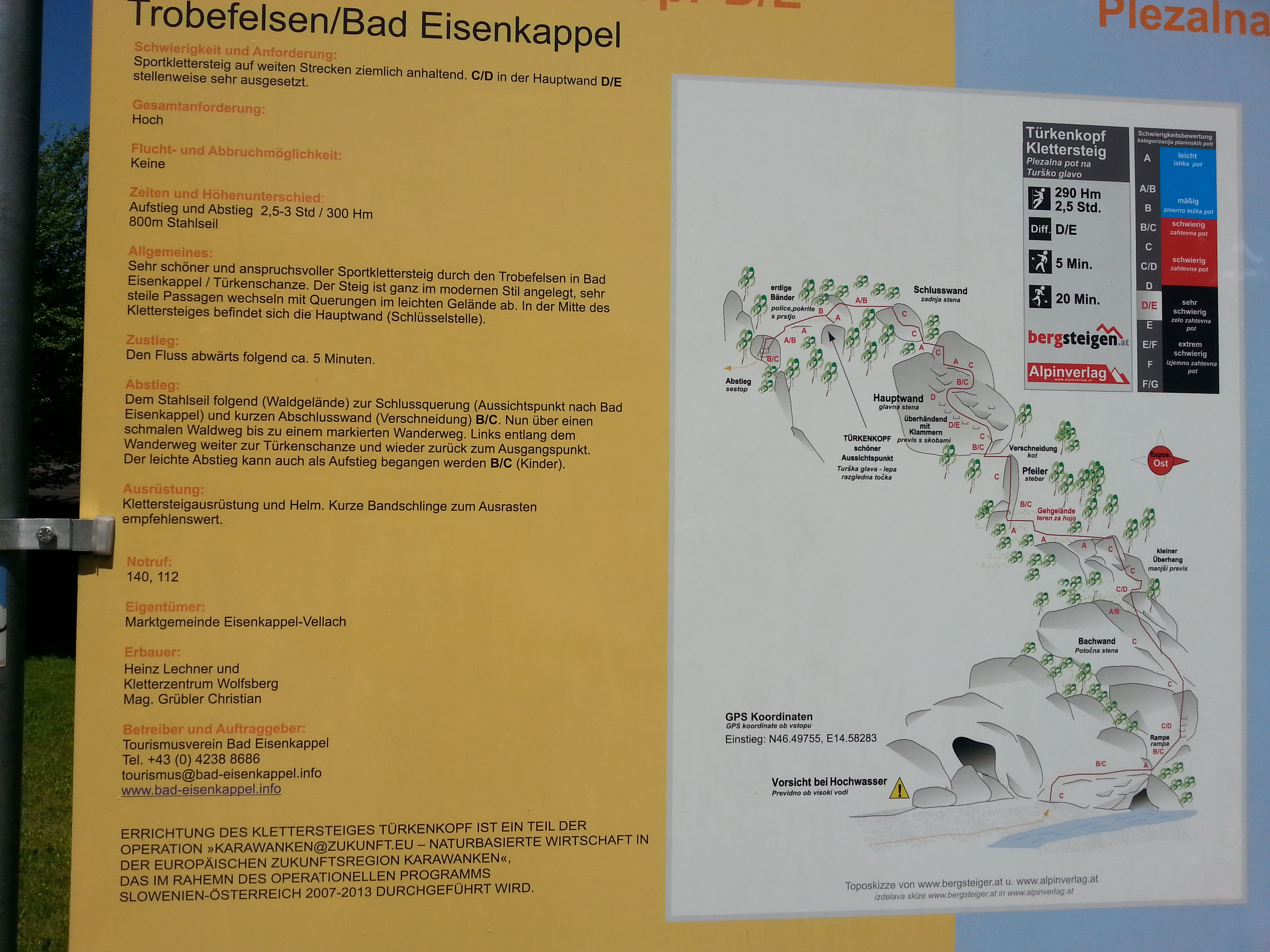
Informationstafel am Parkplatz

Der Türkenkopf-Klettersteig ist ein Klettersteig hoher Schwierigkeitsstufe (D/E) im Gemeindegebiet von Eisenkappel-Vellach, Bezirk Völkermarkt, Kärnten, Österreich.

## Lage und Verlauf
Der anspruchsvolle Sportklettersteig befindet sich in der Felsenge Tabora am Trobefelsen an der Seeberg Straße (B 82), in Fahrtrichtung Slowenien kurz vor der Ortschaft Eisenkappel-Vellach. Über eine kleine Holzbrücke mit Hinweistafel zum Klettersteig, quert man die seichte Vellach und erreicht gleich danach den Parkplatz einer ehemaligen Tischlerei. Dort befindet sich eine große Infotafel und ein Richtungszeiger zum Einstieg.
Der Einstieg befindet sich nur wenige Gehminuten vom Parkplatz entfernt, am linken Ufer der Vellach. Nach einem steilen Einstieg und einer Querung, führt der Steig weiter über eine Felsrampe durch die steile Bachwand empor. Durch ein kurzes Gehgelände erreicht man einen kleinen Überhang und gelangt so in das bewaldete Gehgelände im Mittelteil. Dort führt der Klettersteig weiter über einen Felspfeiler und eine bewaldete Verschneidung zur Hauptwand mit überhängender Schlüsselstelle.
Durch ein waldiges Gehgelände erreicht man schließlich die Schlusswand. Danach folgt ein versicherter, teils steiniger Trampelpfad am Aussichtspunkt Türkenkopf vorbei zu einem letzten steilen Abstieg. Über einen beschilderten Waldweg, geht es anschließend zurück zum Parkplatz.

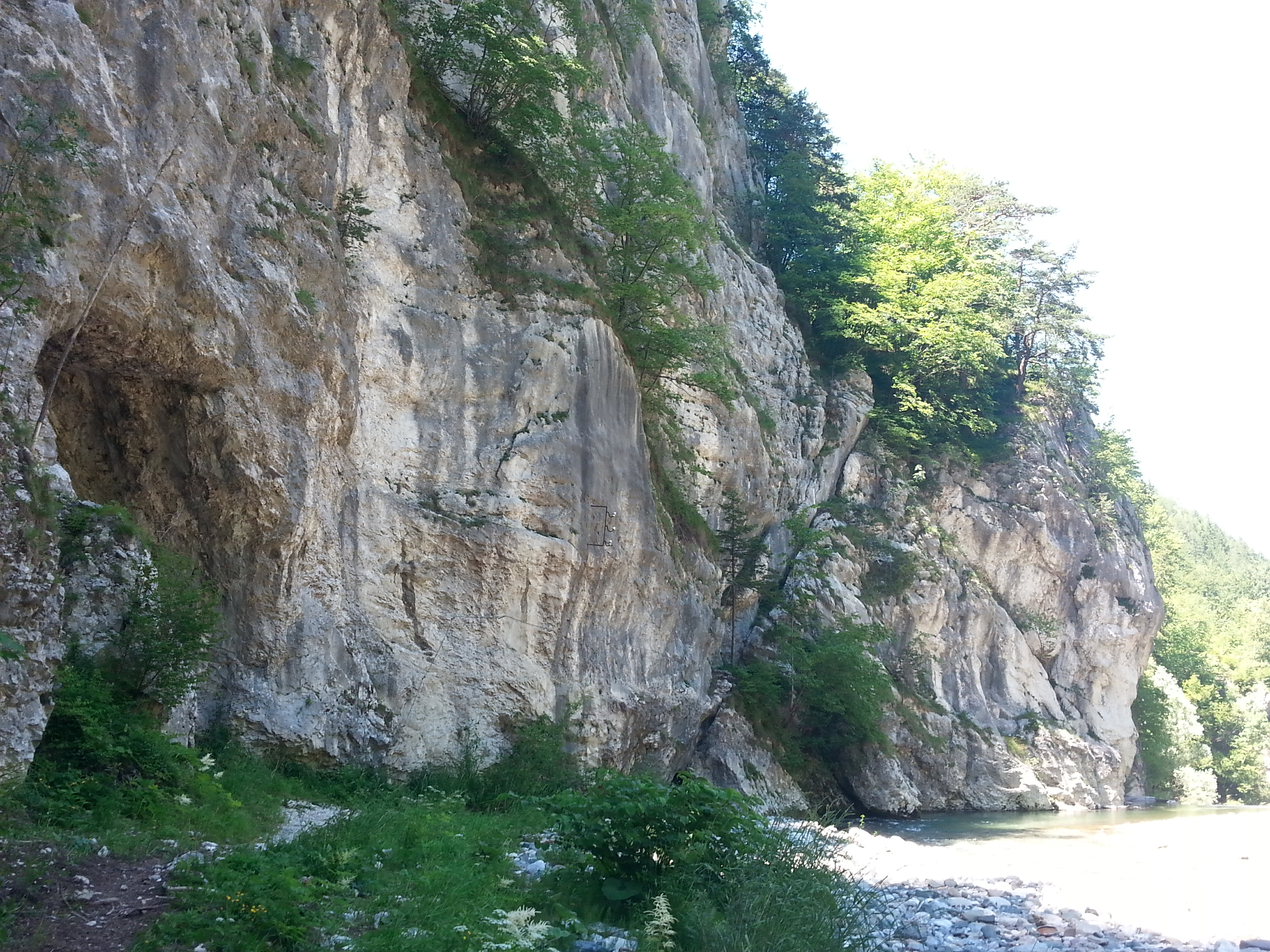
Einstiegsbereich
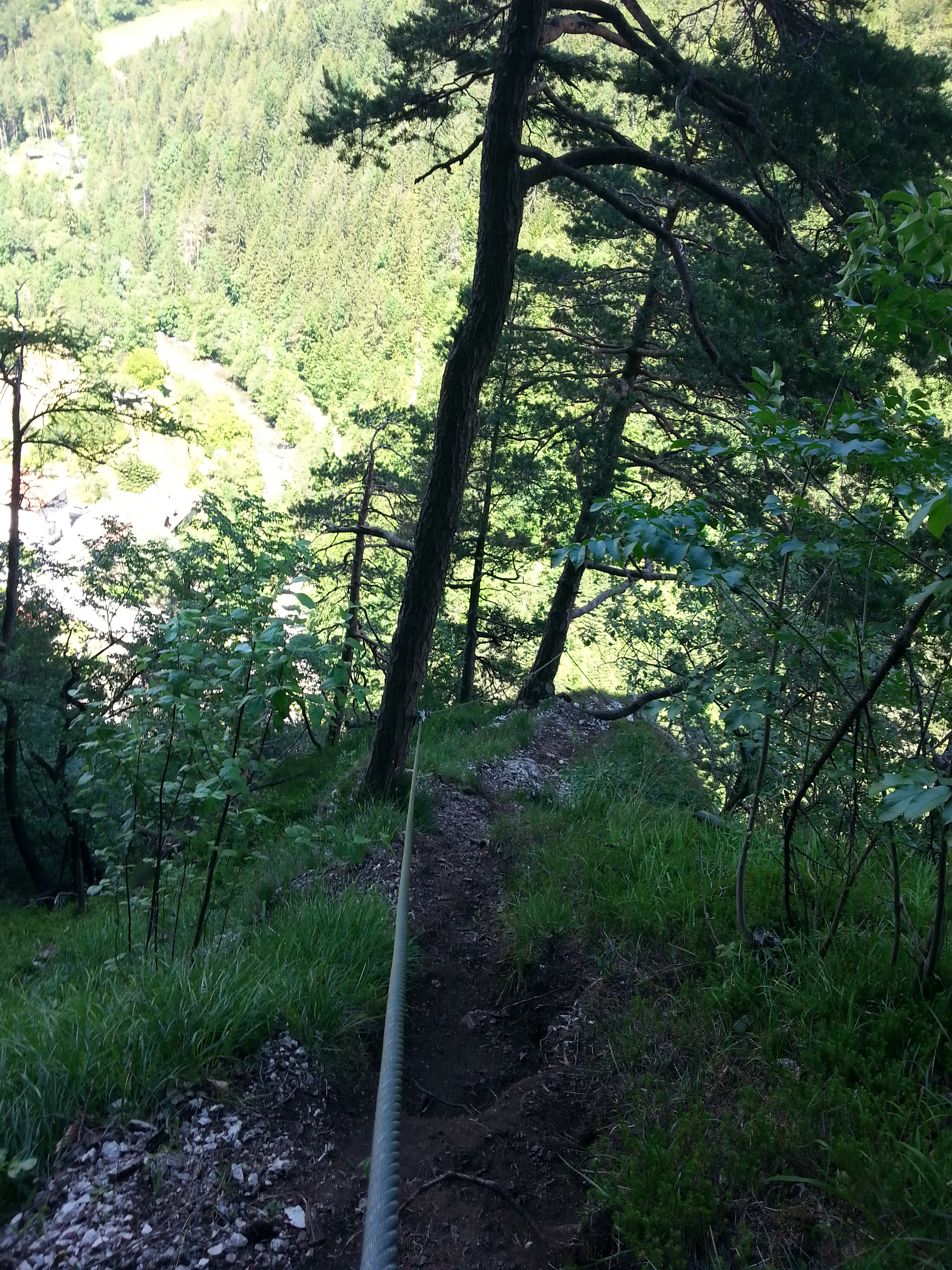
Gehgelände
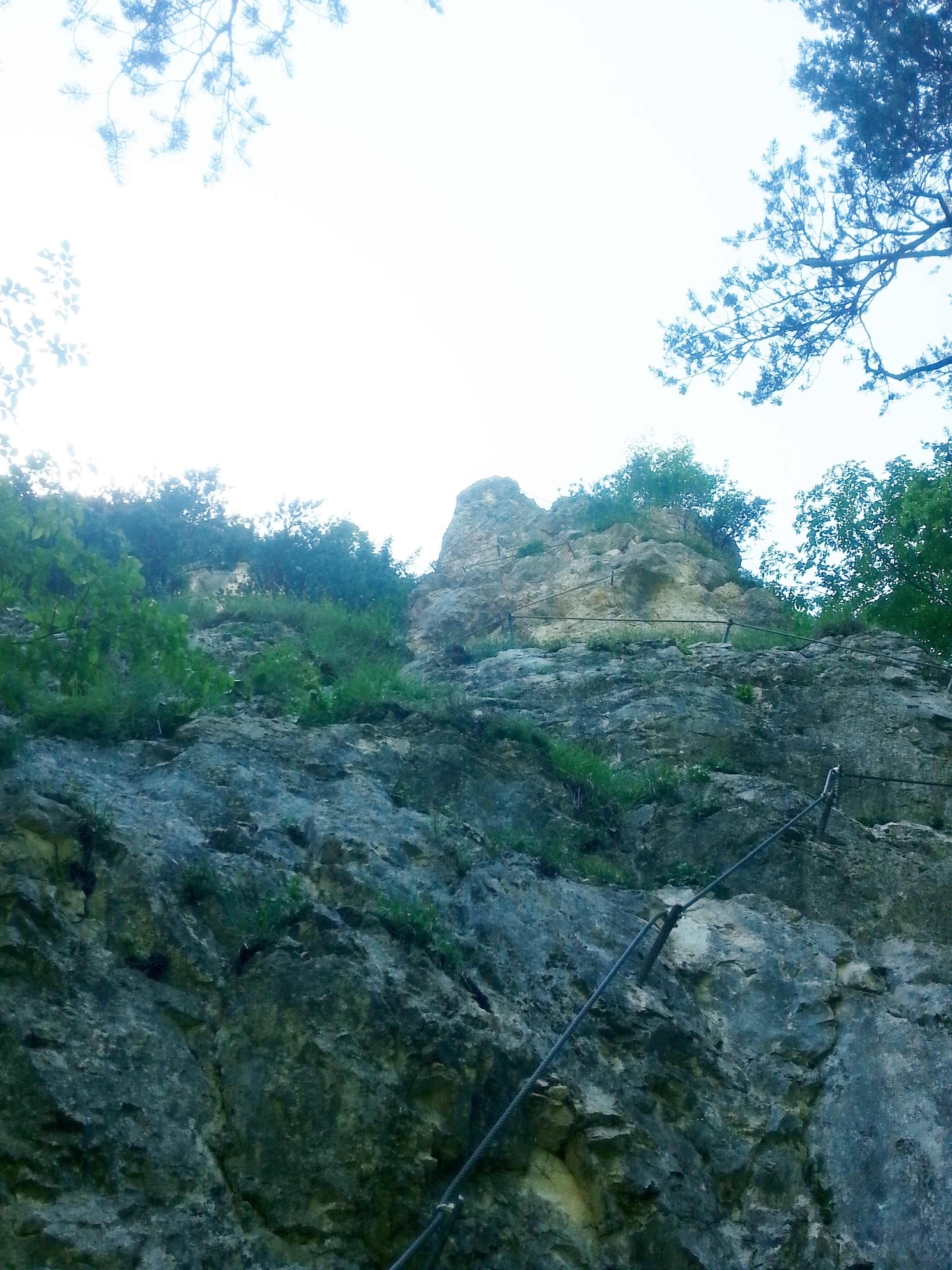
Pfeilerpassage
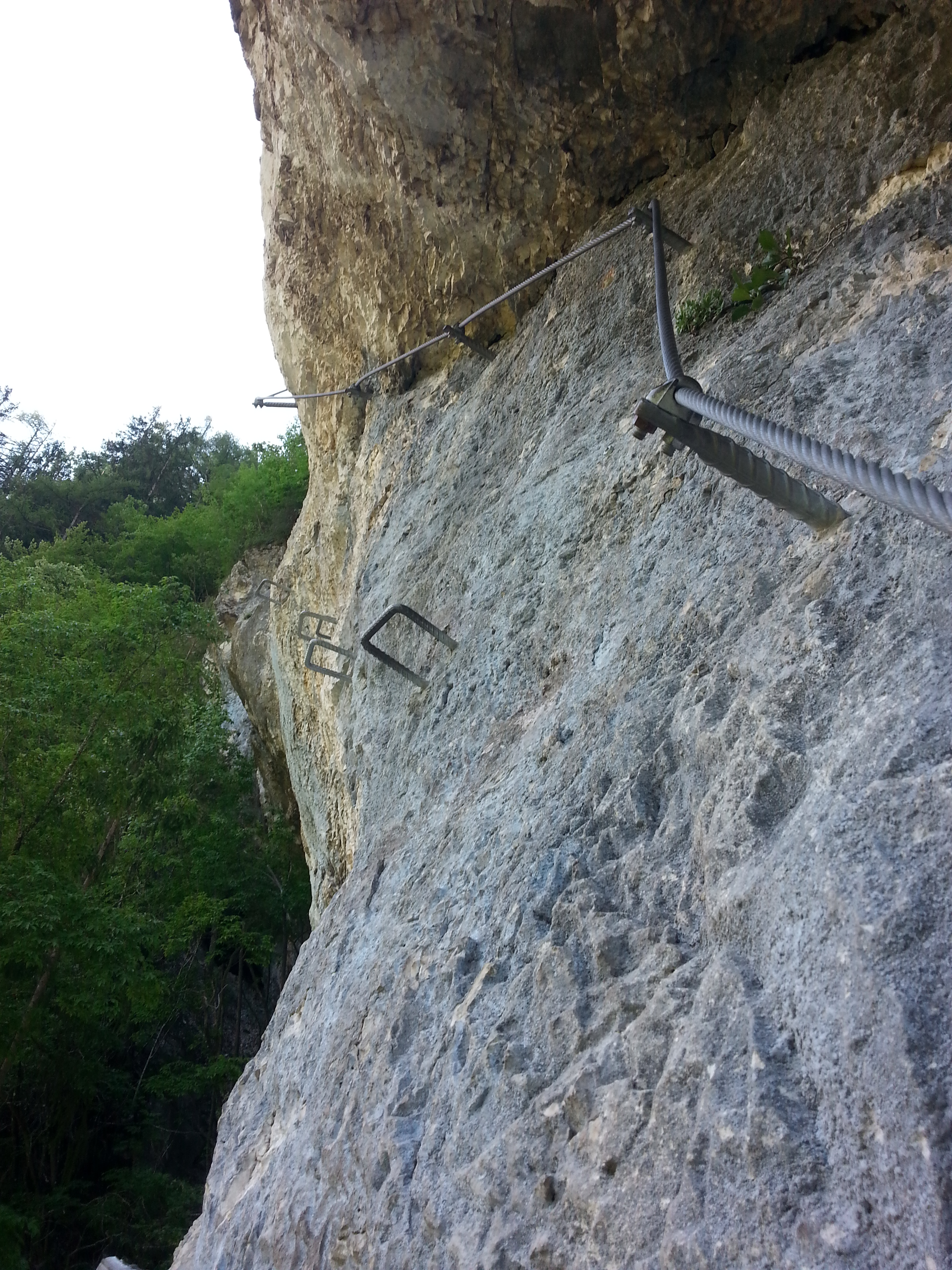
Überhangstelle

## Daten
Der Klettersteig wurde 2009 im Rahmen des Projekts „Karawanken-zukunft.eu“ unter der Projektträgerschaft des Tourismusvereines Eisenkappel, mit einem finanziellen Aufwand von 39.000 Euro errichtet. Die von Heinz Lechner und Christian Grübler über rund 300 Höhenmeter angelegte Strecke am Trobefelsen beinhaltet alle Schwierigkeitsgrade (A–E).
Der gesicherte Steig zwischen altertümlichen Ruinen der Türkenschanze und Aussichtspunkten wie dem Türkenkopf, ist im modernen Stil angelegt, wobei sich sehr steile Passagen mit Querungen im leichten Gelände abwechseln. Für den Aufstieg wurden 800 Meter Stahlseil eingesetzt. Besonders schwierige Stellen wurden zudem durch Eisenbügel als Tritt- und Griffhilfen etwas entschärft.

## Erweiterung
Im Spätherbst 2020 wurde auf Initiative des bereits verstorbenen Christian Koschlak ein neuer und leichterer Klettersteig („Koschlak-Klettersteig“, Schwierigkeit: C mit einer C/D-Variante, 130 Höhenmeter, 500 Meter Kletterstrecke) beim Türkenkopf errichtet. Dieser führt vom Parkplatz nach links hinaus zur Türkenschanzenruine, somit in den Abstiegsweg des Türkenkopf-Klettersteigs und beinhaltet eine Hängebrücke. Gebaut wurde dieser vom Geopark Karawanken und der Alpinschule „BergerlebnisSee“. 
Des Weiteren wurde einer der Felsen am Weg zum Einstieg des Türkenkopf-Klettersteigs als Übungsklettersteig („Speedy-Klettersteig“, Schwierigkeit: B/C, 20 Höhenmeter, 100 Klettermeter) eingerichtet.